# Богачук, Сергей Васильевич
Сергей Васильевич Богачук (укр. Сергій Васильович Богачук; род. 24 апреля 1995, Винница, Украина) — украинский боксёр-профессионал выступающий в полусредней, в первой средней и в средней весовых категориях. Мастер спорта Украины, серебряный призёр чемпионата Украины (2015), трехкратный чемпион Украины среди молодежи и до 22 лет, многократный победитель и призёр национальных и международных турниров в любителях. Среди профессионалов бывший чемпион Американского континента по версии WBC Continental Americas (2019—2021, 2022—2024) в 1-м среднем весе, бывший временный чемпион мира по версии WBC в 1-м среднем весе (2024).
Лучшая позиция по рейтингу BoxRec — 5-я (март 2024) и является 1-м среди украинских боксёров первой средней весовой категории, а по рейтингам основных международных боксёрских организаций занимает: 1-е место рейтинга WBC, 8-е место рейтинга IBF, 6-е место рейтинга WBO — входя в ТОП-10 лучших боксёров первого среднего веса.

## Биография
Сергей Богачук родился 24 апреля 1995 года в городе Винница, Украина.

## Любительская карьера
Боксом начал заниматься в 15 лет. После года тренировок перешёл к Николаю Маньковскому, с которым и провёл всю любительскую карьеру.
В любителях был середняком, но досрочно не проигрывал. Сначала стал чемпионом Украины среди молодежи, затем был двукратным чемпионом Украины до 22 лет. В 2015 году завоевал серебро на чемпионате Украины среди взрослых в весе до 69 кг.
Затем был приглашён и в 2015—2016 годах выступал в полупрофессиональной лиге «Всемирная серия бокса», где выступал за команду Украинские атаманы и провёл четыре боя — в трёх одержал победы, а в одном потерпел поражение. В начале 2016 года Богачук одолел решением судей (49–46, 47–48, 48–47) чемпиона мира и олимпийского чемпиона кубинца Рониэля Сотолонго, что привлекло к нему внимание агентов из профессионального бокса.

## Профессиональная карьера

### Дебют
3 февраля 2017 года начал профессиональную карьеру в полусреднем весе, победив нокаутом во 2-м раунде опытного американца Мэтта Мерфи.

### Бой с Фредди Эрнандесом
19 мая 2019 года в Калифорнии нокаутом в 5-м раунде победил мексиканца Фредди Эрнандеса, и этот бой стал последним в карьере мексиканца.

### Бой с Тайроном Брансоном
27 октября 2019 года в США, в 16-м своём профессиональном бою, три раза роняя соперника победил нокаутом в 4-м раунде опытного американца Тайрона Брансона, и завоевал вакантный титул чемпиона Американского континента по версии WBC Continental Americas в 1-м среднем весе.

### Бой с Карлосом Галваном
13 декабря 2019 года в Индио (Калифорния) дебютировал в рамках шоу Golden Boy досрочной победой над колумбийским гейткипером-нокаутёром Карлосом Галваном (17-10-1, 16 КО). Богачук три раза посылал на пол соперника в 5-м раунде пока рефери не остановил бой.

### Бой с Алехандро Давилу
25 сентября 2020 года в Мексике, в 18-м своём профессиональном бою, досрочно победил опытного мексиканца Алехандро Давилу, путём отказа противника от продолжения боя после 6-го раунда, и защитил титул чемпиона Американского континента по версии WBC Continental Americas (1-я защита Богачука) в 1-м среднем весе.

### Бой с Брэндоном Адамсом
4 марта 2021 года в Пуэрто-Рико, Сергей досрочно проиграл техническим нокаутом в 8-м раунде опытному американцу Брэндону Адамсу, и утратил титул чемпиона Американского континента по версии WBC Continental Americas (2-я защита Богачука) в 1-м среднем весе. Причём к моменту остановки боя Сергей владел инициативой, выбрасывал больше ударов и вёл по очкам со счётом: 68–64, 69–63, 68–64 у более быстрого и пластичного американца. Но в 8-м раунде Адамс неожиданно потряс Богачука левым хуком, бросился на добивание и ярко нокаутировал.

### Бой с Брэндоном Бауэ
Вернулся на ринг в 27 июля 2021 года в городе Рок-Рапидсе, (штат Айова, США) в лимите среднего веса (до 72,6 кг) нокаутировал ударом в корпус джорнимена из США Брэндона Бауэ.

### Бой с Рафаэлем Игбокве
16 сентября 2021 года в Монтенбло (Калифорния) в главном событии вечера бокса побил американца нигерийского происхождения левшу Рафаэля Игбокве. Угол нигерийца выбросил полотенце во время 6-го раунда после того как боец стал пропускать критическое количество ударов. Это была двадцатая досрочная победа украинца.
С начала вторжения России на Украину боксер, вместе с братом, служит в ВСУ.

### Бой с Аароном Коули
3 ноября 2022 года в Монтенбло вернулся на ринг в бою с 31-летним Аароном Коули из США. Бой проходил уже в 1-м среднем весе (до 69,9 кг) и был рассчитан на 10 раундов. На кону боя был вакантный титул WBC Continental Americas, которым ранее уже владел украинец, но уступил Брэндону Адамсу. Богачук начал с традиционного давления, во втором раунде соперник после пропущенного левого взял колено и рефери поспешил остановить бой. Богачук вернул свой титул.

### Бой с Натаниэлем Галлимором
27 января 2023 года в уже знакомом Монтенбло (Калифорния) защитил титул WBC Continental Americas в противостоянии с матёрым уроженцем Ямайки Натаниэлем Галлимором. Боксеры устроили зрелищный махач и разменивались ударами на всех дистанциях. Более возрастной Галлимор солидно отработал первые два раунда беспокоя украинца ударами по корпусу. Начиная с 3-го раунда Богачук начал забирать бой себе навязав возрастному ямайцу силовой бокс с огромным количеством ударов. В самом конце 6-го раунда рефери остановил бой когда Галлимор перешел в режим выживания и прекратил отвечать на удары. ТКО 6.

### Бой с Патриком Аллоти
22 июля 2023 года в городе Санта Йнез, США вышел на 2-ю защиту пояса с опытнейшим экс-претендентом из Ганы Патриком Аллоти. Богачук как всегда сразу занял центр ринга и начал давить и резать углы отирающему канаты ганцу. В одном из разменов Богачук попал правым хуком в челюсть, Аллоти рухнул лицом вперёд, но сразу же поднялся на ноги. Андердог не выглядел потрясённым, но рефери зачем-то сразу же остановил поединок. Ганец был недоволен ранней остановкой.

### Бой с Брайаном Мендосой
В ноябре 2023 года WBC постановил провести отборочный бой между Себастьяном Фундорой (№ 5 в рейтинге) и 2-м номером Богачуком. На ставке боя пояс временного чемпиона WBC. Бой планировалось провести 30 марта 2024 года. 19 марта стало известно что Кит Турман получил травму бицепса и не станет соперником чемпиона WBO Тима Цзю в главном бою вечера и было решено, что заменой станет Себастьян Фундора. Богачук же встретится бывшим временным чемпионом и обидчиком Фундоры Брайаном Мендосой. На ставке по прежнему пояс временного чемпиона WBC.
Бой состоялся в Лас-Вегасе в ночь на 31 марта. Украинец по очкам одолел Брайана Мендосу из США, завоевав временный титул по версии WBC в первом среднем весе. Счёт судей: 118–110, 117–111 дважды. Суммарно Богачук нанес 822 удара, из них цели достигли 319 (38.8 %). Мендоса за бой ударил 507 раз, в цель попало 168 (33.1%). Богачук впервые в карьере не завершил бой нокаутом, а Мендоса продолжил серию боев без падения.

### Бой с Вёрджилом Ортисом
Встретился с нокаутёром, № 1 рейтинга WBA Верджилом Ортисом 10 августа в Лас-Вегасе. Изначально Ортис должен был провести бой 3 августа в Лос-Анджелесе против экс-чемпиона мира в первом среднем весе Тима Цзю, но Цзю не допустили до боя врачи. Бой с Ортисом возглавил шоу от Golden Boy Promotions и DAZN. В стартовом отрезке претендент выглядел быстрее и результативнее, но в середине раунда оказался на полу. Рефери нокдаун не засчитал. Последующие пару раундов так же были за ним. В перерыве между 4-м и 5-м раундом представители Атлетической комиссии штата Невада использовали видеоповтор и зафиксировали нокдаун в 1 раунде — раунд уходит чемпиону со счетом 10-8. Богачук на протяжении всего боя был активней и выбрасывал больше ударов, но страдала точность. Претендент был точнее и хорошо работал по туловищу силовыми. В 8-м раунде Ортис пропустил на ближней левый хук и коснулся перчатками пола — это ещё один нокдаун. Понимая что проигрывает раунд американец взвинтил темп пытаясь отыграть эпизод. Бойцы устроили зрелищный махач. Ортис получил рассечение над левым глазом. Концовка боя осталась за Вёрджилом, который даже смог потрясти Богачука. Судьи посчитали победу большинством голосов: 113–113, 114–112 дважды в пользу американца. Компьютеризированная система Compubox обнародовала статистику: Ортис был точнее (265–225). Богачук превзошёл его в джебах (82–76), а силовые за Ортисом (189–143). Перед началом боя Турки Аль аш-Шейх сообщил, что намерен организовать бой между чемпионом WBA в этом весе Теренсом Кроуфордом и Ортисом в случае победы последнего.

### Бой с Ишмаэлем Дэвисом
21 декабря 2024 года в рамках главного события вечера — реванша Усик vs Фьюри — планировался бой в 1-м среднем весе с Исраилом Мадримовым. В начале декабря стало известно, что бой отменен вследствие болезни узбека. Замена нашлась в лице британца Ишмаэля Дэвиса. Дэвис выиграл первый раунд, а дальше пошёл разгром. Во втором раунде он побывал в нокдауне, а в последующих раундах Богачук смог навязать высокий темп с большим количеством ударов. Украинец больше выбрасывал и больше попадал, поставил гематому под правым глазом Дэвису. В перерыве между 6-м и 7-м раундом угол Дэвис отказался от боя. Это был финальный элиминатор WBC на пояс чемпиона Себастьяна Фундоры.

### Бой с Майклом Фоксом
17 мая 2025 года в Коммерсе, США в главном бою вечера в ранге обязательного претендента по WBC встретился с высоким (193 см и 206 см размах рук) Майклом Фоксом (24-5, 5 КО). Богачук с первого раунда устроил прессинг высокому сопернику, а Фокс старался удержать украинца на джебе изредка вступая в размены нужные Богачуку. В 4-м и 5-м раунде смотрелся хорошо - получалось использовать джеб и ярко провалил украинца поймав на размашистых ударах. Во второй половине Богачук взвинтил темп и начал работать по корпусу.  Последние раунды прошли в конкурентной борьбе. Все трое судей дали победу Богачуку: 97–93 дважды и 98–92.

## Список профессиональных поединков
В таблице перечислены результаты всех поединков боксёров.
В каждой строке указан результат поединка. Дополнительно номер поединка обозначен цветом, который обозначает итог поединка. Расшифровка обозначений и цветов представлена в нижеследующей таблице.
| Пример | Расшифровка                     |
| ------ | ------------------------------- |
|        | Победа                          |
|        | Ничья                           |
|        | Поражение                       |
|        | Планируемый поединок            |
|        | Поединок признан несостоявшимся |
| КО     | Нокаут                          |
| ТКО    | Технический нокаут              |
| PTS    | Решение судей (по очкам)        |
| UD     | Единогласное решение судей      |
| MD     | Решение большинства судей       |
| SD     | Раздельное решение судей        |
| RTD    | Отказ от продолжения боя        |
| DQ     | Дисквалификация                 |
| NC     | Поединок признан несостоявшимся |

| 28 боёв, 26 побед (24 нокаутом), 2 поражения.            | 28 боёв, 26 побед (24 нокаутом), 2 поражения. | 28 боёв, 26 побед (24 нокаутом), 2 поражения. | 28 боёв, 26 побед (24 нокаутом), 2 поражения. | 28 боёв, 26 побед (24 нокаутом), 2 поражения.                  | 28 боёв, 26 побед (24 нокаутом), 2 поражения. | 28 боёв, 26 побед (24 нокаутом), 2 поражения. |
| Бой                                                      | Рекорд                                        | Дата боя                                      | Соперник                                      | Место проведения боя                                           | Результат                                     | Дополнительно |
| -------------------------------------------------------- | --------------------------------------------- | --------------------------------------------- | --------------------------------------------- | -------------------------------------------------------------- | --------------------------------------------- | --- |
| 27                                                       | 25-2                                          | 21 декабря 2024                               | Ишмаэль Дэвис (13-1)                          | Kingdom Arena, Эр-Рияд, Саудовская Аравия                      | RTD 6 (12), 3:00                              | Дэвис в нокдауне во 2-м раунде. |
| 26                                                       | 24-2                                          | 10 августа 2024                               | Верджил Ортис (21-0)                          | Мандалай-Бэй, Лас-Вегас, Невада, США                           | MD 12                                         | Бой за титул временного чемпиона по версии WBC (1-я защита Богачука) в 1-м среднем весе. Счёт судей: 113-113, 112-114, 112-114.                                  |
| 25                                                       | 24-1                                          | 30 марта 2024                                 | Брайан Мендоса (22-3)                         | T-Mobile Arena, Лас-Вегас, Невада, США                         | UD 12                                         | Выиграл титул временного чемпиона по версии WBC в 1-м среднем весе. Счёт судей: 118-110, 117-111, 117-111.                                                       |
| 24                                                       | 23-1                                          | 22 июля 2023                                  | Патрик Аллоти (42-4)                          | Chumash Casino, Санта-Инез, Калифорния, США                    | KO 1 (10), 2:32                               | Защитил титул чемпиона Америки по версии WBC Continental Americas (2-я защита Богачука) в 1-м среднем весе.                                                      |
| 23                                                       | 22-1                                          | 27 января 2023                                | Натаниэль Галлимор (22-6-1)                   | Quiet Cannon Country Club, Монтебелло, Калифорния, США         | KO 6 (10), 2:58                               | Защитил титул чемпиона Америки по версии WBC Continental Americas (1-я защита Богачука) в 1-м среднем весе.                                                      |
| 22                                                       | 21-1                                          | 3 ноября 2022                                 | Аарон Коули (16-4-1)                          | Quiet Cannon Country Club, Монтебелло, Калифорния, США         | KO 2 (10), 1:54                               | Завоевал вакантный титул чемпиона Америки по версии WBC Continental Americas в 1-м среднем весе.                                                                 |
| Вернулся в 1-й средний вес — 154 фунта (до 69,85 кг).    |                                               |                                               |                                               |                                                                |                                               | |
| 21                                                       | 20-1                                          | 16 сентября 2021                              | Рафаэль Игбокве (16-2)                        | Quiet Cannon Country Club, Монтебелло, Калифорния, США         | KO 6 (10), 3:00                               | |
| 20                                                       | 19-1                                          | 17 июля 2021                                  | Брэндон Бауэ (16-23)                          | Forster Community Center, Рок-Рапидс, Айова, США               | KO 1 (8), 2:11                                | |
| Снова поднялся в средний вес — 160 фунтов (до 72,58 кг). |                                               |                                               |                                               |                                                                |                                               | |
| 19                                                       | 18-1                                          | 4 марта 2021                                  | Брэндон Адамс (22-3)                          | Municipal Boxing Gym Felix Pagan Pintor, Гвайнабо, Пуэрто-Рико | TKO 8 (10), 2:47                              | Счёт на момент остановки боя: 69-63, 68-64 (дважды). Утратил титул чемпиона Америки по версии WBC Continental Americas (2-я защита Богачука) в 1-м среднем весе. |
| 18                                                       | 18-0                                          | 25 сентября 2020                              | Алехандро Давила (21-1-2)                     | SIPSE Group, Мерида, штат Юкатан, Мексика                      | RTD 6 (10), 3:00                              | Защитил титул чемпиона Америки по версии WBC Continental Americas (1-я защита Богачука) в 1-м среднем весе.                                                      |
| 17                                                       | 17-0                                          | 13 декабря 2019                               | Карлос Гальван (17-9-1)                       | Казино Fantasy Springs, Индио, Калифорния, США                 | KO 5 (8), 1:40                                | |
| 16                                                       | 16-0                                          | 27 октября 2019                               | Тайрон Брансон (28-7-2)                       | The Avalon, Голливуд, Калифорния, США                          | KO 4 (10), 2:50                               | Завоевал вакантный титул чемпиона Америки по версии WBC Continental Americas в 1-м среднем весе. Брансон в нокадуне в 3-м и два раза в 4-м раунде                |
| 15                                                       | 15-0                                          | 28 июля 2019                                  | Фернандо Марин (16-3-3)                       | The Avalon, Голливуд, Калифорния, США                          | KO 3 (10), 1:25                               | |
| 14                                                       | 14-0                                          | 19 мая 2019                                   | Фредди Эрнандес (34-10)                       | The Avalon, Голливуд, Калифорния, США                          | KO 5 (8), 1:40                                | |
| Вернулся в 1-й средний вес — 154 фунта (до 69,85 кг).    |                                               |                                               |                                               |                                                                |                                               | |
| 13                                                       | 13-0                                          | 24 марта 2019                                 | Клеотис Пендарвис (21-4-2)                    | The Avalon, Голливуд, Калифорния, США                          | RTD 3 (8), 3:00                               | |
| 12                                                       | 12-0                                          | 8 декабря 2018                                | Карлос Гарсия Эрнандес (15-19-1)              | StubHub Center , Карсон , Калифорния, США                      | KO 5 (6), 1:22                                | |
| 11                                                       | 11-0                                          | 30 октября 2018                               | Рональд Монтес (18-10)                        | The Avalon, Голливуд, Калифорния, США                          | KO 1 (6), 1:50                                | |
| Перешёл в средний вес — 160 фунтов (до 72,58 кг).        |                                               |                                               |                                               |                                                                |                                               | |
| 10                                                       | 10-0                                          | 21 июля 2018                                  | Николози Гвиниашвили (15-11-4)                | СК «Олимпийский», Москва, Россия                               | RTD 5 (8), 3:00                               | |
| Бои в 1-м среднем весе — 154 фунта (до 69,85 кг).        |                                               |                                               |                                               |                                                                |                                               | |
| Бой                                                      | Рекорд                                        | Дата боя                                      | Соперник                                      | Место проведения боя                                           | Результат                                     | Дополнительно |